# Zoli Ádok
Zoli Ádok (født 22. marts 1976) er en ungarsk popsanger. Han repræsenterede Ungarn ved Eurovision Song Contest 2009 i Moskva med sangen "Dance with Me".

## Karriere
Zoli's karriere begyndte i 2000, efter han fuldførte sine dansestudier i Pécs. Han begyndte i Le Dance Contemporary Dance Music Company og rejste efterfølgende verden rundt som danser og musikalsk skuespiller.
I 2008 udgav Zoli sit debutalbum, der hedder Tánclépés. Han udgav sit andet album, Három álom, i 2011.

## Diskografi
- 2008: Tánclépés
- 2011: Három álom